# San Donato di Lecce
San Donato di Lecce község (comune) Olaszország Puglia régiójában, Lecce megyében.

## Fekvése
A Salentói-félsziget déli részén fekszik, Leccétől délre.

## Története
Eredete a 11. századra vezethető vissza, Leccéhez tartozott közigazgatásilag. 

## Népessége
A népesség számának alakulása:

## Főbb látnivalói
- Palazzo Marchesale - 17. századi nemesi palota.
- San Donato-templom - 18. században, barokk stílusban épült.
- Madonna della Resurrezione del Signore-templom - 18. században, barokk stílusban épült.